# Єлізово (Могильовська область)
Єлі́зово (біл. Ялізава) — селище міського типу в Могильовській області Білорусі, у Осиповицькому районі.
Населення селища становить 2,9 тис. осіб (2006).
| Білорусь | Це незавершена стаття з географії Білорусі. Ви можете допомогти проєкту, виправивши або дописавши її. |

1. ↑  GeoNames — 2005.